# Sandro Wiesner
Sandro Wiesner (* 26. Juli 1966 in Hannover) ist ein deutscher Brigadegeneral des Heeres der Bundeswehr und seit Oktober 2022 Kommandeur des Kommando Feldjäger der Bundeswehr.

## Leben
Sandro Wiesner trat 1985 als Offizieranwärter der Feldjägertruppe in die Bundeswehr ein und absolvierte von 1985 bis 1987 die entsprechende Ausbildung zum Feldjägeroffizier, bevor er als Zugführer einen Zug in der 3. Kompanie des Feldjägerbataillons 720 (FJgBtl 720) in Hannover übernahm. Von 1988 bis 1992 schloss sich ein Studium der Pädagogik an der Universität der Bundeswehr in Hamburg an, bevor er abermals bis 1995 als Zugführer und Einsatzoffizier in Hannover eingesetzt wurde.
Von 1995 bis 1996 führte er das Feldjägerkommando Shilo in Manitoba in Kanada, bevor er 1997 für kurze Zeit Kompaniechef der 3./FJgBtl 720 in Hannover war. Bis 1999 war er im Anschluss Hörsaalleiter für das Thema Personenschutz in der II. Inspektion an der Schule für Feldjäger und Stabsdienst der Bundeswehr in Stetten am kalten Markt. Von 1999 bis 2001 absolvierte Wiesner den 42. Generalstabsdienstlehrgang des Heeres an der Führungsakademie der Bundeswehr in Hamburg.
Seine erste Verwendung nach diesem Lehrgang führte ihn von 2001 bis 2003 als G3-Stabsoffizier ins Zentrum für Transformation der Bundeswehr in Waldbröl sowie von 2003 bis 2005, ebenfalls als G3-Stabsoffizier, ins Heeresführungskommando nach Koblenz. Danach schloss sich eine Verwendung als Referent im Führungsstab des Heeres in Bonn an. Ab 2007 war Sandro Wiesner Kommandeur des Feldjägerbataillons 251 in Mainz und während dieser Verwendung 2007 sowie 2009/2010 als Feldjägerführer des deutschen Einsatzkontingentes in Afghanistan. 2010 bis 2013 war er als Referent in der Personalführung im Bundesministerium der Verteidigung in Bonn eingesetzt. 2013 übernahm er das Kommando über das Feldjägerregiment 2 in Hilden.
2015 gab er das Kommando wieder ab, es schlossen sich wiederum zwei Verwendungen in der Personalführung an; bis 2017 als Referatsleiter im Bundesamt für das Personalmanagement der Bundeswehr (BAPersBw) in Köln und anschließend erneut im Ministerium, ebenfalls als Referatsleiter. Nach einer weiteren Versetzung ins BAPersBw nach Köln, diesmal als Unterabteilungsleiter, übernahm Wiesner im Oktober 2022 das Kommando über das Kommando Feldjäger der Bundeswehr und ist somit Feldjägerführer und höchster Feldjägeroffizier der Bundeswehr.
Auf diesem Dienstposten erhielt Wiesner im April 2023 auch die Beförderung zum Brigadegeneral.